# Anopheles insulaeflorum
Anopheles insulaeflorum este o specie de țânțari din genul Anopheles. A fost descrisă pentru prima dată de Swellengrebel și Swellengrebel de Graaf în anul 1919. Conform Catalogue of Life specia Anopheles insulaeflorum nu are subspecii cunoscute.